# Walaho IV
Walaho IV, Werner IV (ur. około 815, zm. ok. 891) – hrabia Wormacji. Pochodził z rodu Walahonów. Jego rodzice nie są znani. Był protoplastą dynastii salickiej.

## Życiorys
W 840 roku Robert Mocny przekazał hrabstwo Wormacji hrabiemu Walaho IV i udał się na dwór króla Franków Karola II Łysego. Walaho IV w kulturze i historiografii niemieckojęzycznej jest bardziej znany jako Werner IV.

## Małżeństwo i dzieci
Około 850 roku Walaho (Werner) IV ożenił się z Odą, córką Roberta III i Wiltrudy (Waldrady) z Orleanu. Jego szwagrami zostali Guntram i Robert Mocny. Z żoną doczekał się dwojga dzieci:
1. Wiltruda (ur. ok. 850, zm. 933), żona Eberharda, hrabiego Niederlahngau i Ortenau,
2. Werner V (ur. 859, zm. 935)[2].